# Sturnira erythromos
Sturnira erythromos är en fladdermus som beskrevs 1844 av Johann Jakob von Tschudi. Arten ingår i släktet Sturnira och familjen bladnäsor. Inga underarter finns listade i Catalogue of Life. Typexemplaret härstammar från Peru.

## Utseende
Med en kroppslängd (huvud och bål) av cirka 57mm, utan svans, med cirka 39mm långa underarmar och med en vikt av 12 till 14g är arten en av de minsta i släktet Sturnira. Bakfötterna är 12,5 till 15,5mm långa. Djuret har gråbrun päls på ovansidan och brun päls på undersidan. I motsats till flera andra släktmedlemmar saknas påfallande punkter på axlarna. Sturnira erythromos har svartbrun flyghud och några exemplar uppvisar albinism. Hudflikarna på näsan (bladet) har en rund grundform och en trekantig uppsats. Den är sammanlänkad med överläppen. Den diploida kromosomuppsättningen bildas av 30 kromosomer (2n=30). Artepitet i det vetenskapliga namnet är gammalgrekiska och syftar på röda nyanser på axlarna som fanns hos enskilda individer.

## Utbredning
Arten förekommer i Anderna och i angränsande bergstrakter i norra och västra Sydamerika från Venezuela till norra Argentina. 

## Ekologi
Den vistas vanligen i bergstrakternas lägre delar upp till 1300 meter över havet. Sturnira erythromos lever i skogar som molnskogar och äter främst frukter. Några populationer når 2500 meter över havet. De lever ovanför skogsgränsen där det finns snö under vintern.
Troligtvis vilar fladdermusen på dagen i trädhålor och i täta bladverk. Undersökta honor var dräktiga i augusti och december, med endast ett embryo. Arten föredrar frukter från släktena skattor och Piper.

## Status och hot
De flesta populationer förekommer på höjder över 800 meter där hot saknas. IUCN kategoriserar arten globalt som livskraftig.